# Laura Motta
Laura Motta, ICM (Jardinópolis, 21 de junho de 1919 – São Paulo, 13 de fevereiro de 2014), conhecida também como Irmã Laura, foi uma freira católica brasileira, membra das Irmãs de Santa Marcelina.

## Biografia
Nascida em 21 de junho de 1919, na cidade paulista de Jardinópolis. Era filha dos imigrantes italianos Luciano Motta e Brasília Motta. Em 1º de janeiro de 1942, aos 22 anos, Laura entrou para a vida religiosa, tendo escolhido a Congregação das Irmãs de Santa Marcelina para dedicar seu serviço. Ela professou seus votos perpétuos em janeiro de 1945.
Laura destacou-se pelo trabalho na cidade mineira de Cambuquira, para onde havia sido enviada em 1974. Entretanto, ela já havia exercido sua ministério em outras cidades de Minas Gerais, como Belo Horizonte e Muriaé. Também atuou na cidade de São Paulo em obras pertencentes à sua congregação, como o colégio, o pensionato e o hospital Santa Marcelina.
Em Cambuquira, Irmã Laura se solidarizou com as famílias de pessoas que tinham algum membro vivendo no vício do alcoolismo, dedicando-se a ajudar na recuperação dos dependentes. Com seus esforços conseguiu trazer para a cidade o grupo Alcoólicos Anónimos. Fundou também a "Casa do Amor Fraterno", cujo objetivo é abrigar moradores de rua e dependentes químicos. Esta nova instituição fundada por ela iniciou seu trabalho beneficente em 1º de maio de 2005. Para as crianças, fundou o "Clubinho Florzinha Feliz", que visa promover o lazer e a diversão. No ambiente paroquial, dedicou-se como catequista e ministra extraordinária da Eucaristia, bem como no desenvolvimento da Renovação Carismática Católica.
No âmbito cívil, Irmã Laura recebeu, como forma de agradecimento, a Medalha de Honra ao Mérito, pela resolução nº 90, de 23/04/1980; o título de Cidadã honorária Cambuquirense, pela resolução nº 253, de 22/04/1994 e o Cartão de Prata pelos seus 50 anos de vida religiosa, segundo a resolução nº 305, de 21/08/1996.
Certa vez, quando a chamaram de santa, ela disse: "Não sou santa, mas quero ser intercessora dos que sofrem de alcoolismo".
Laura Motta faleceu em 13 de fevereiro de 2014, aos 94 anos, na cidade de São Paulo. Seu funeral foi realizado na igreja matriz de São Sebastião, em Cambuquira, e a pedido da população, foi também sepultada na cidade.

## Beatificação

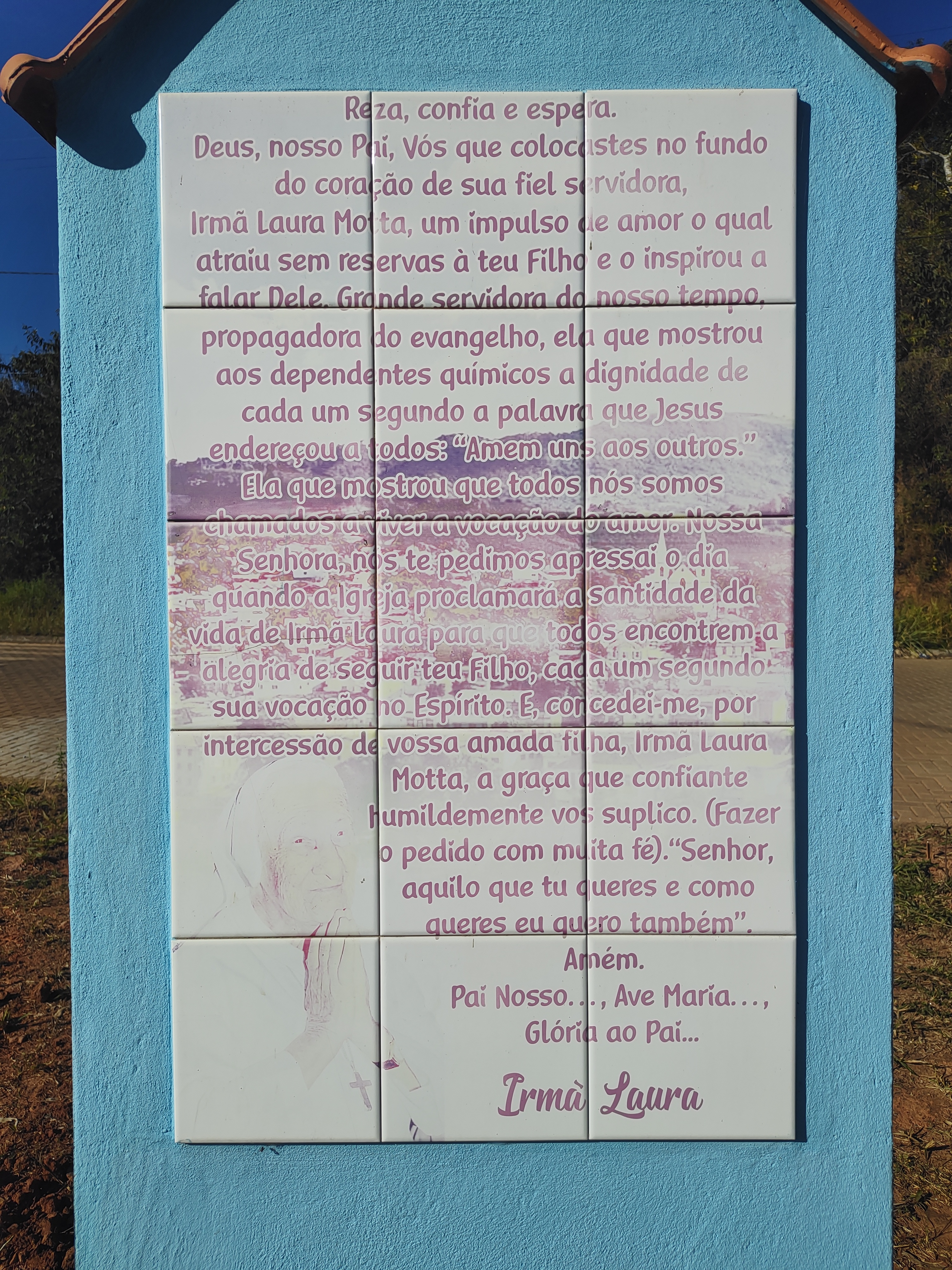
Oração pela beatificação de Irmã Laura, erigida no memorial que leva seu nome em Cambuquira

Desde sua morte, seu túmulo, que se encontra no cemitério municipal de Cambuquira, tornou-se destino de peregrinações. Seus devotos atribuem-lhe milagres e estão coletando depoimentos em apoio à sua potencial beatificação. A Diocese de Campanha, que tem jurisdição sobre a comunidade paroquial de Cambuquira, estuda a possibilidade de iniciar o processo.
Nas comemorações do centenário do nascimento de Irmã Laura Motta, em 2019, a irmandade da Ordem Terceira do Carmo de Cambuquira foi batizada com seu nome. Uma estátua religiosa também foi confeccionada em sua homenagem para fins turísticos.